# Església parroquial de Sant Joan Fumat
L'Església parroquial de Sant Joan Fumat és un monument del municipi de les Valls de Valira (Alt Urgell) protegit com a bé cultural d'interès local.
És un edifici religiós d'una nau i absis semicircular. La nau és coberta amb fusta i el cos preabsidal amb volta de canó. Tot l'exterior és arrebossat. La porta és oberta al frontis. Torre campanar adossada al mur N, prop de l'absis, de base quadrada i cos, a partir de mitjana alçada, vuitavat.